# Llista de criatures màgiques (Harry Potter)

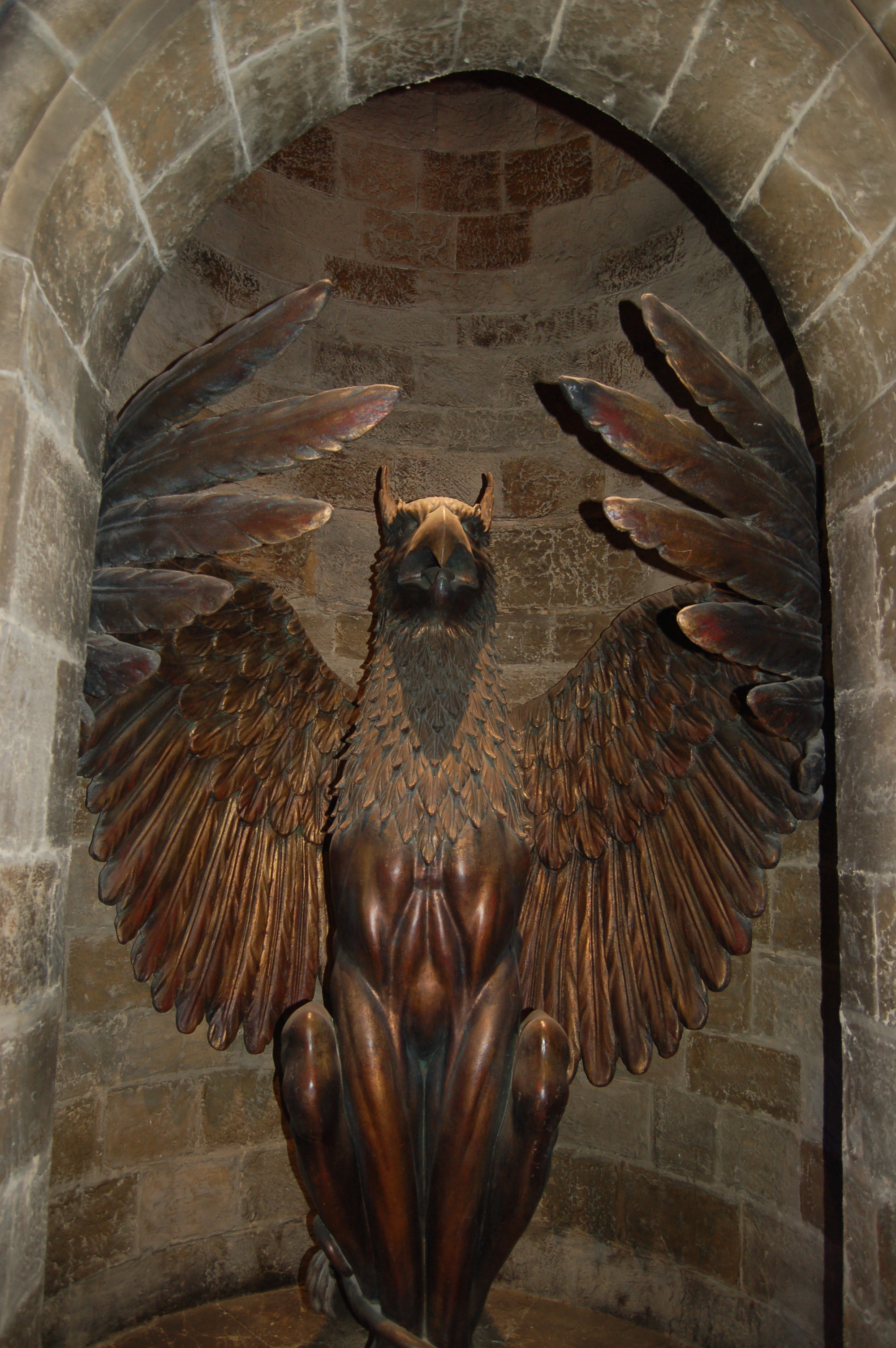

El món creat al voltant de la saga Harry Potter està farcit de nombroses criatures màgiques, algunes de les quals apareixen directament als llibres o a les pel·lícules derivades, i d'altres han estat anomenades o descrites en altres llibres, com a Bèsties fantàstiques i on trobar-les. La inspiració per a aquestes criatures beu de diferents tradicions.

## Criatures

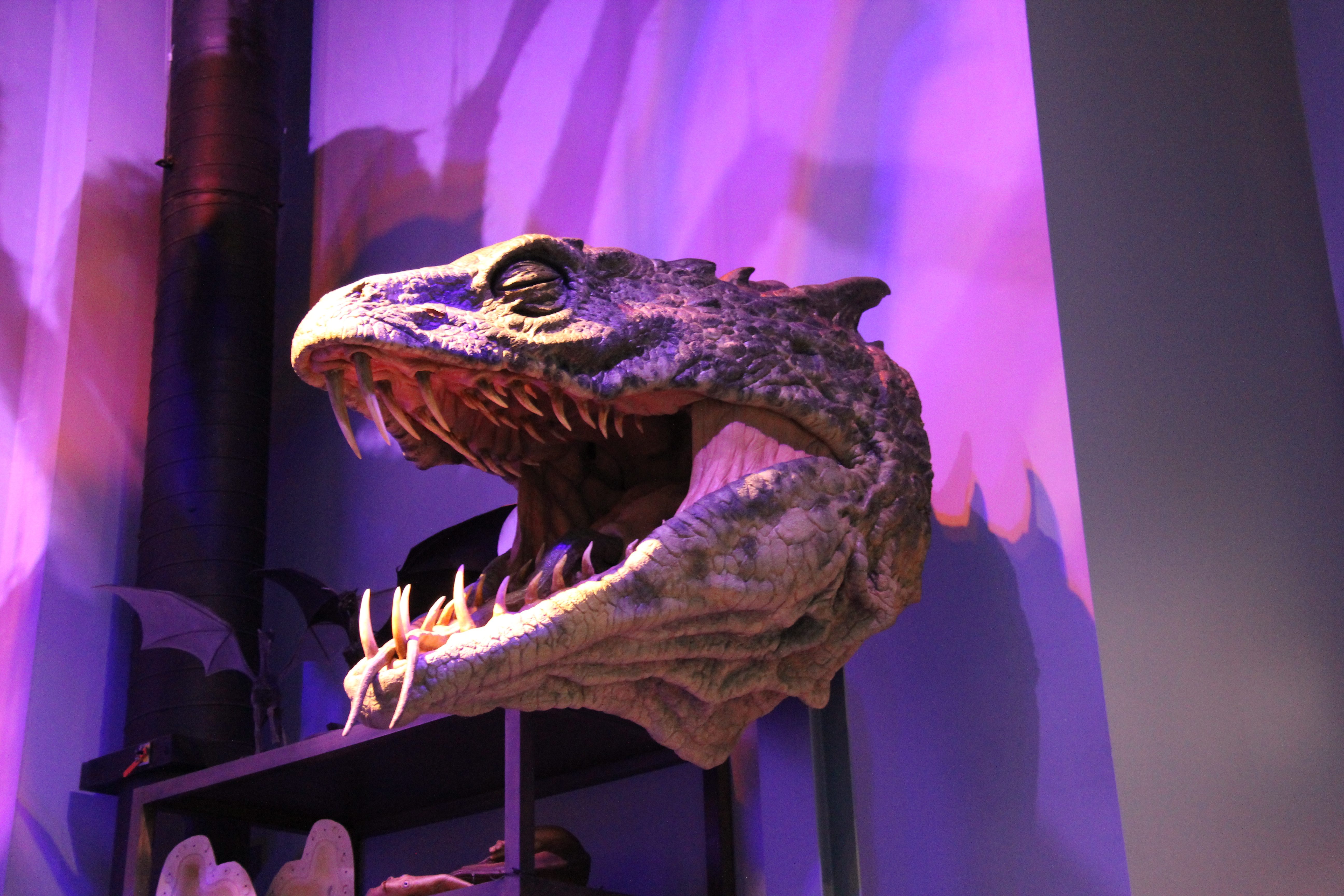
Cap del basilisc de la saga

### Basilisc
És una serp gegantina de color verd brillant, dotada de poders molt perillosos, que pot assolir els 15 metres de llargada. Va ser creat per un bruixot grec, que podia comunicar-se amb les serps, a partir d'un ou de gallina incubada per un gripau. Els seus ullals són verinosos i els seus ulls, de color groc, són mortífers, perquè pot matar a qualsevol ésser amb la mirada. Si té prou menjar, pot arribar a viure molts anys. La cria de basiliscs és il·legal des de l'Edat Mitjana. Per al seu verí són efectives les llàgrimes de fènix.
A Harry Potter i la cambra secreta apareix un basilisc d'uns 2.000 anys, que havia estat sota el control d'un dels fundadors de Hogwarts, Salazar Slytherin. Amb el pas del temps la criatura es controlada de nou per Tod Rodlel, i durant els fets del llibre és alliberat, raó per la qual en Harry Potter ha de matar-lo i salvar l'escola.

### Centaures

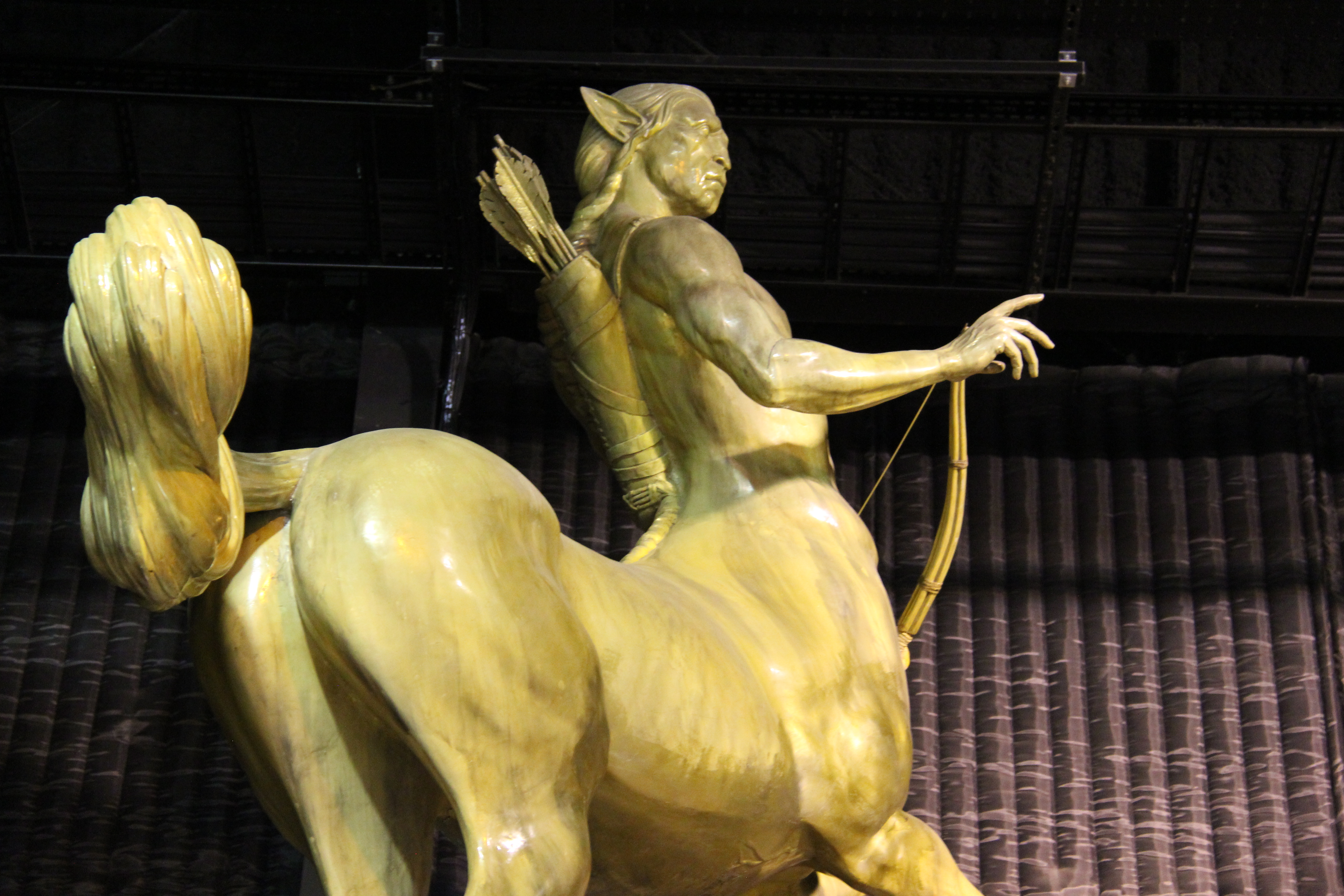
Centaure a l'estudi de Harry Potter

Són criatures amb cap, tors i braços humans units a un cos de cavall, que pot tenir el color de qualsevol raça. Estan classificats com a bèsties, tot i que no se'ls pot anomenar així perquè són intel·ligents. Estan versats en matèria de curació, màgia, arqueria i astronomia. El centaure viu als boscos, en manades d'entre 10 i 50 membres. Es creu que van aparèixer a Grècia, tot i que viuen a molts països d'Europa. Hi ha establertes zones on no poden ser molestats per muggles, tot i que tenen els seus propis mitjans per ocultar-se. Són criatures que desconfien tant de mags com de muggles.
Inspirats en el personatge de la mitologia grega Quiró, a la saga de Harry Potter, els centaures viuen al Bosc Prohibit, al costat de Hogwarts. Als llibres només es coneixen els noms de Ronan, un savi capaç de llegir les estrelles i predir el futur, Bane, el cap de la manada, Magorian i Firenze, un dels que té més protagonisme, ja que eventualment es convidat a fer de mestre de Futurologia a l'escola.

### Demèntor

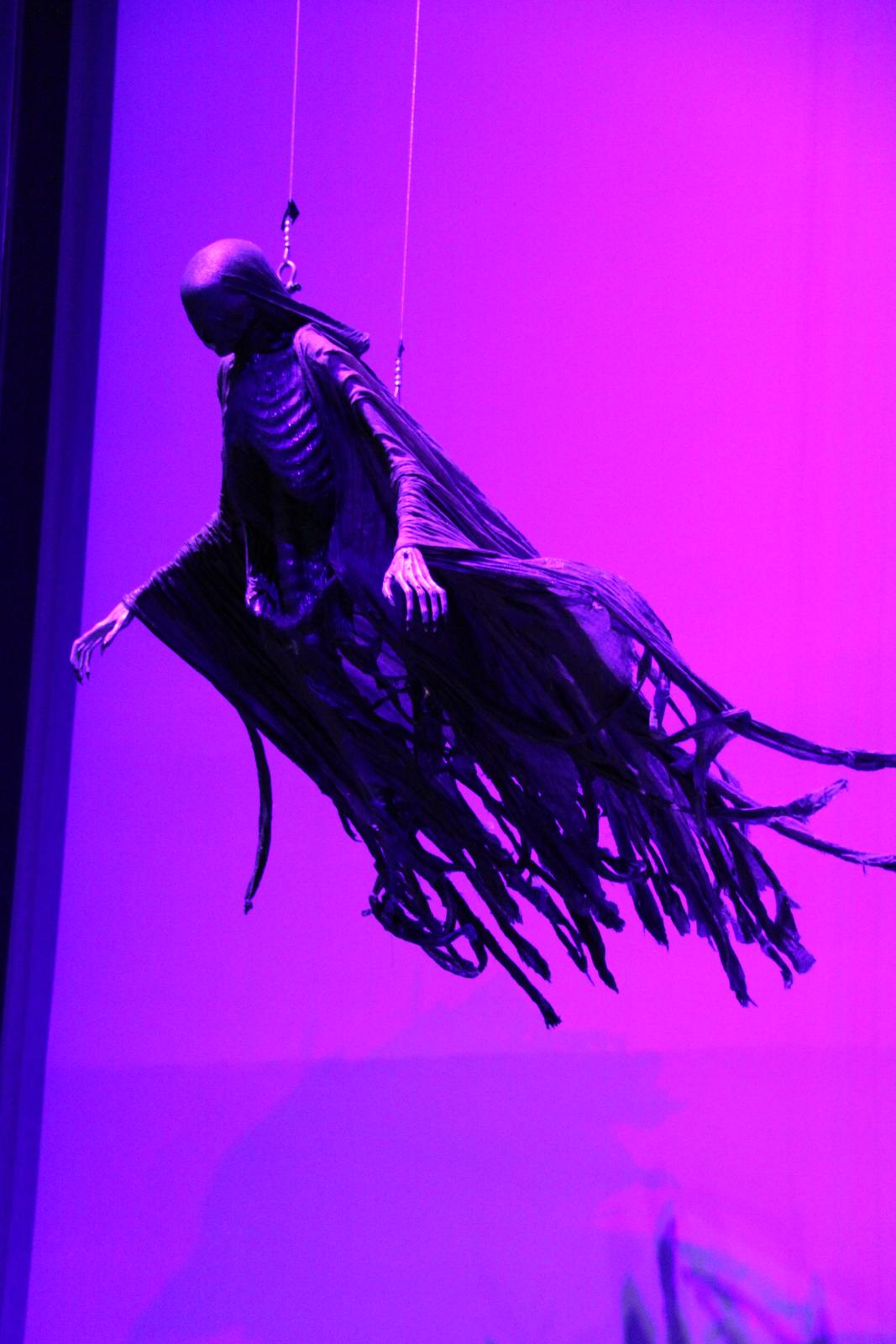

Els demèntors són, segons la saga Harry Potter un dels éssers més horribles (per no dir els més horrible de tots) que ronden per la Terra. El llibre de Harry Potter on es descriuen més bé i cobren més protagonisme és, sens dubte, Harry Potter i el pres d'Azkaban.
Fan uns dos metres d'alçada, van encaputxats i tenen una pell putrefacta. Aquests éssers (invisibles per als muggles) ronden pel món i xuclen l'alegria, l'esperança i la felicitat.
Només es treuen la caputxa per efectuar el pitjor dels seus recursos, "el petó del demèntor", que consisteix a xuclar-te l'ànima. Mentre cor i cervell funcionin, pots viure, però oblides tots els records i la vida deixa de tenir sentit.
L'única manera de combatre els demèntors és amb l'encanteri dels patrons (Expecto Patronum), que consisteix a crear un escut protector basat en la felicitat i l'esperança, que és immune al demèntor pel fet de no sentir ni tristesa ni desolació.

### Doxi
És una criatura similar a una fada, però cobert de pèl, i amb un parell més de braços i cames. Tenen unes dents plenes de verí, que alliberen amb una mossegada. Representen una plaga.
Un lloc que es coneix que estigui infestat és la casa Black, i només hi ha un repel·lent: el líquid doxicida.

### Elf domèstic

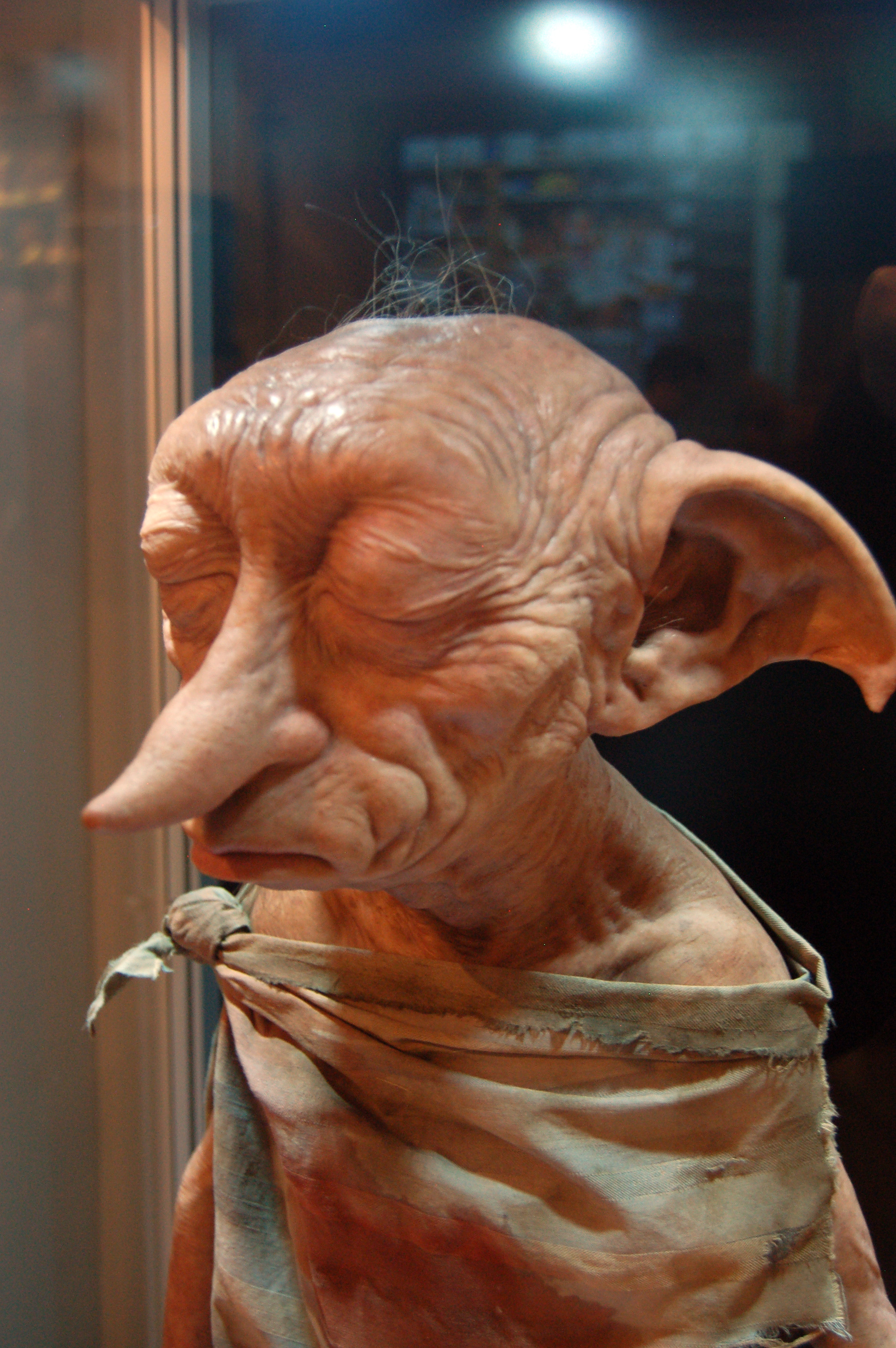

Són unes criatures que serveixen els humans. Moltes vegades, els bruixots abusen d'ells, com en el cas d'en Lucius Malfoy amb en Dobby, d'altres els menyspreen, com en Sírius Black amb en Kreacher, i uns pocs bruixots els volen protegir, com l'Hermione Granger.
Els elfs domèstics que apareixen a la saga Dobby, un elf al servei de la família Malfoy i posteriorment alliberat; Winky, que servia en Barty Mauch, però que va ser despatxada i que després va passar a treballar a Hogwarts; en Kreacher, l'elf de la família Black, que després va passar a estar al servei de Harry Potter, i la Hokey, propietat de la senyora Hepzibah Smith i acusada d'enverinar a la seva senyora, quan en realitat no ho havia fet.

### Fantasmes
Els fantasmes són unes criatures no corpòries, fetes com de fum, i capaces de travessar persones i determinats objectes. Són un rastre que els bruixots humans han deixat a la terra en morir, encara que no tots ho fan.

#### Fantasmes de Hogwarts
- Gryffindor: Nick-de-poc-sense-cap

En Nick-de-poc-sense-cap va ser un bruixot que el van atrapar a la caça de bruixes. Va ser colpejat quaranta-cinc cops al coll amb una destral oscada, i el seu coll encara està unit al cap, penjant d'un centímetre de pell i tendons.
- Ravenclaw: Helena Ravenclaw

És la filla de la Rowena Ravenclaw, creadora de la residència que porta el seu nom. El Baró sagnant, fantasma de Slytherin va ser el seu pretendent.
Ella va robar la diadema de Ravenclaw a la seva mare, per ser més intel·ligent i important que ella, i aquesta no va reconèixer mai davant dels altres fundadors de Hogwarts que no tenia la diadema. Després va fugir a un bosc d'Albània i va amagar la diadema en el forat d'un arbre. La seva mare va caure malalta de mort, i va enviar a buscar-la al Baró Sagnant. Helena li va dir que no volia anar amb ell, i tot seguit, el Baró la va matar.
L'Helena va explicar tot això a en Harry quan ell li pregunta si sap on és la diadema actualment. Ella també li diu que és on tot s'amaga, i aquest lloc és la Sala de la Necessitat.
- Hufflepuff: Fra Gras
- Slytherin: Baró Sagnant

Va ser el pretendent de l'Helena Ravenclaw, filla de Rowena Ravenclaw. Quan la mare de l'Helena va caure malalta de mort, el va enviar a buscar-la al bosc on s'amagava.
Quan ella va refusar d'anar amb ell a veure a la seva mare, ell la va degollar. Tot seguit, es va clavar la seva daga al cor. Quan va matar a l'Helena, es va tacar tot de sang, aquesta és la raó per la qual va ple de taques de sang.
- Gemma Gemec: és el fantasma d'una estudiant de Hogwarts filla de muggles, cinquanta anys anterior a en Harry. La va matar el basilisc de la cambra secreta, alliberat per en Tod Rodlel. Va ser la seva primera víctima. És una noia que es passa tot el dia en uns lavabos de noies en desús, i és la fantasma més sensible i que fa més escarafalls de tot Hogwarts.

### Fènix

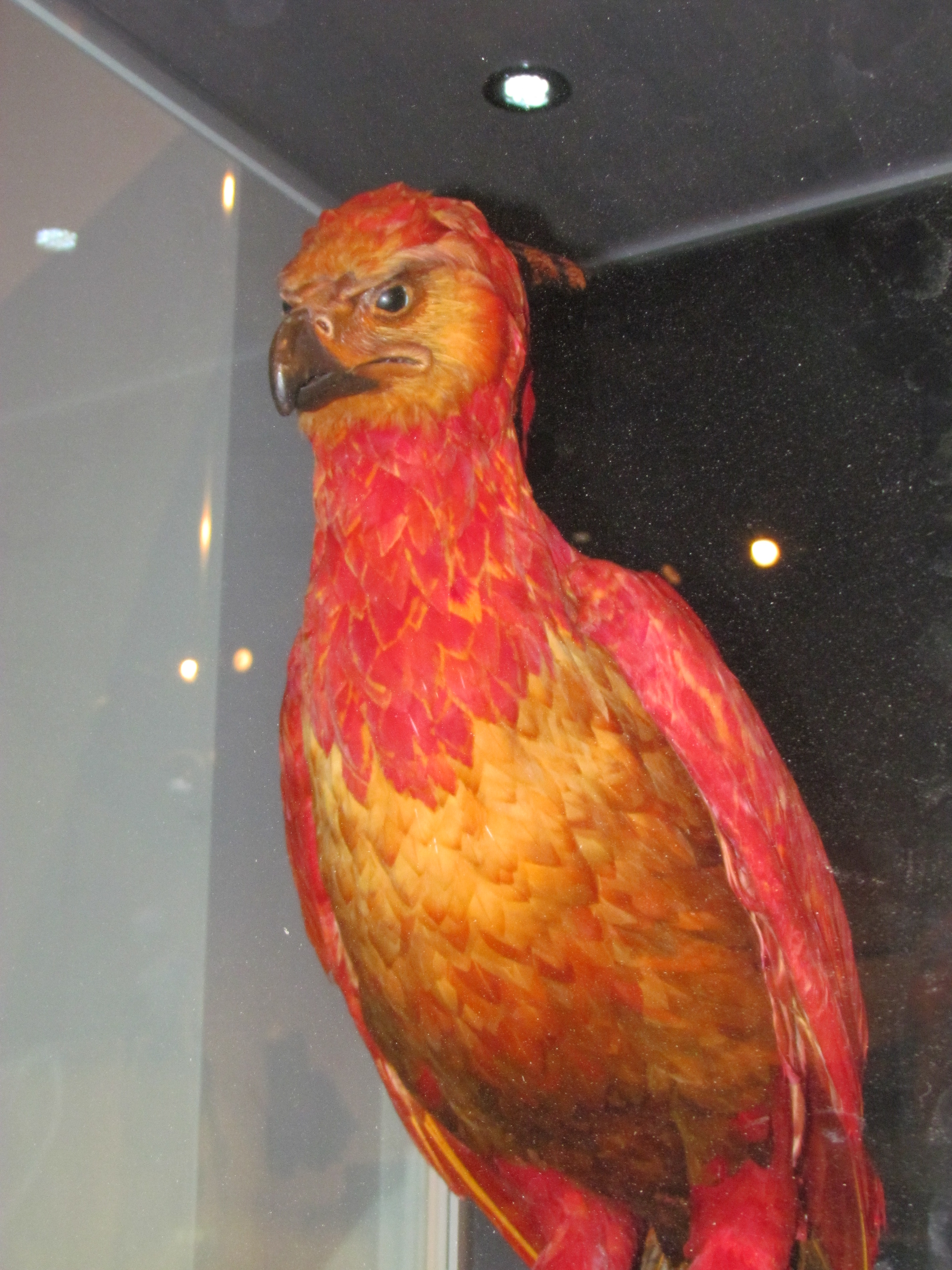

A la saga apareix en Fawkes, el fènix d'Albus Dumbledore. Salva en Harry Potter de morir al segon llibre, quan els ullals del basilisc li van foradar un colze.

### Gegants
Són criatures que recorden vagament a un humà, encara que de dimensions molt més grans. Els més alts poden fer fins a set metres, i es poden aparellar amb humans. Un cas és la geganta Fridwlfa, que va tenir un fill amb un humà. El seu fill és en Rubeus Hagrid. Un gegant que es coneix és en Grep, el germanastre d'en Hagrid.

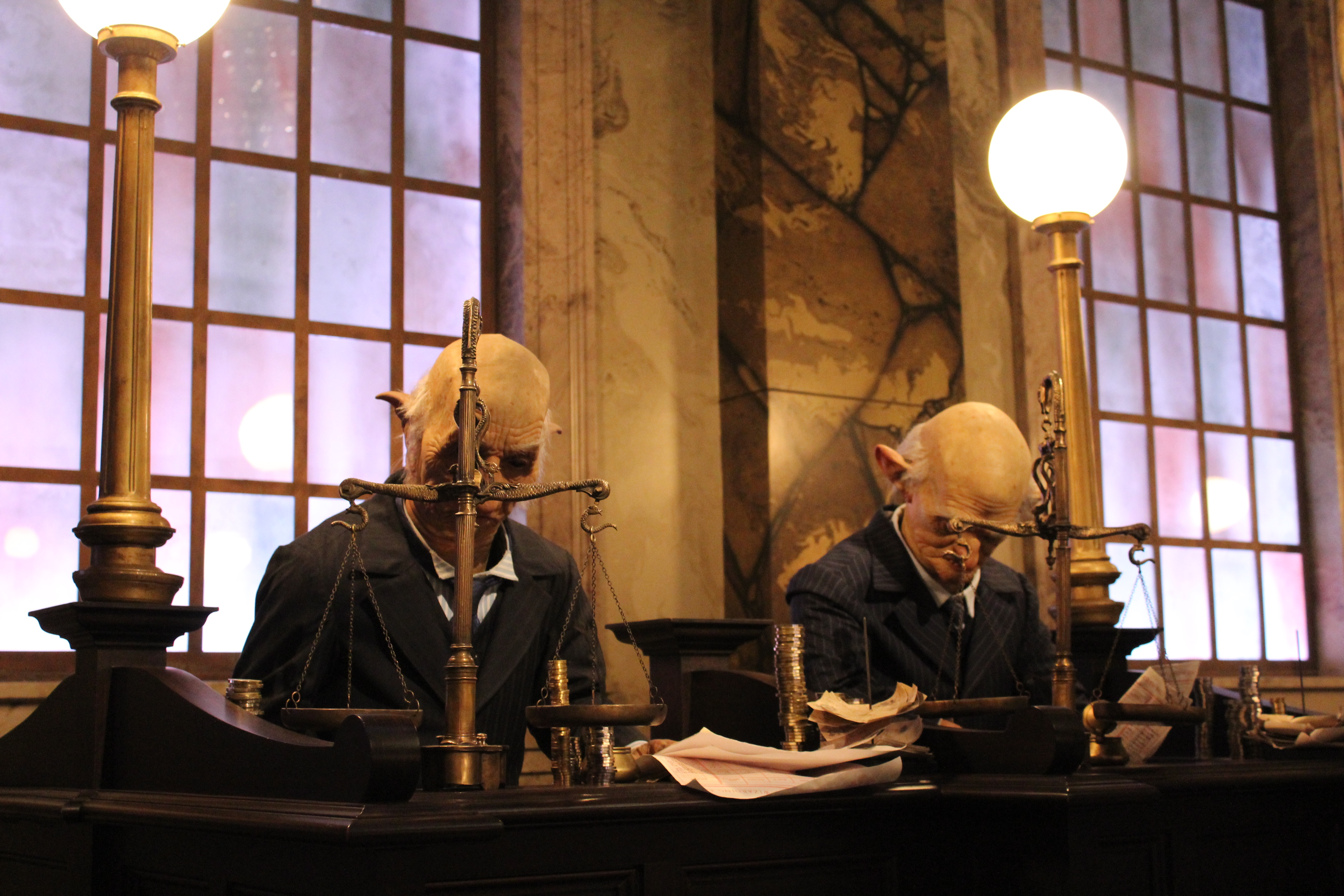

### Goblins
Són els encarregats de guardar els diners al banc dels bruixots, Gringotts.
Als llibres un dels goblins amb més protagonisme és Griphook, que atén Harry Potter quan va per primer cop a treure diners de Gringotts. Al setè llibre, quan en Harry, en Ron i l'Hermione planegen agafar la copa de Hufflepuff de la cambra dels Lestrange, ell els traeix.

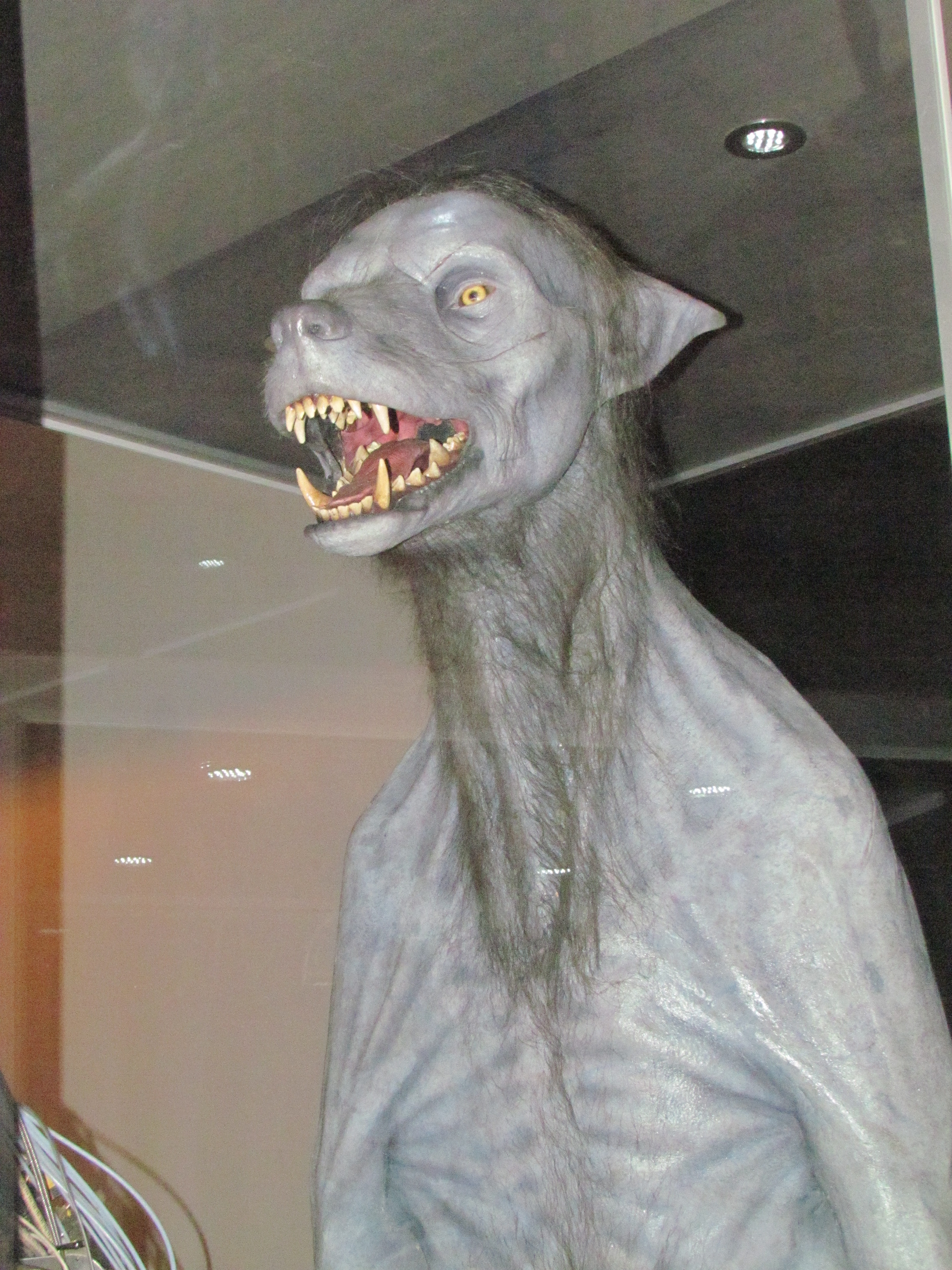

### Homes llop
Són unes criatures que tenen forma humana, i a les nits de lluna plena, forma de llop, encara que hi ha alguns trets que els diferencien d'aquests.
Un home llop només es reprodueix mossegant a algú. No cal que sigui una mossegada en un lloc on hi passen venes i artèries importants, amb una mossegada superficial i en un lloc com el peu o un dit n'hi ha prou.
Alguns homes llop importants en la saga són:
- Fenrir Esquenagrisa

- Remus Llopin

Hi ha casos estranys d'homes llop que s'han aparellat amb humans i han tingut fills. Un exemple és en Remus Llopin.

### Hipogrifs

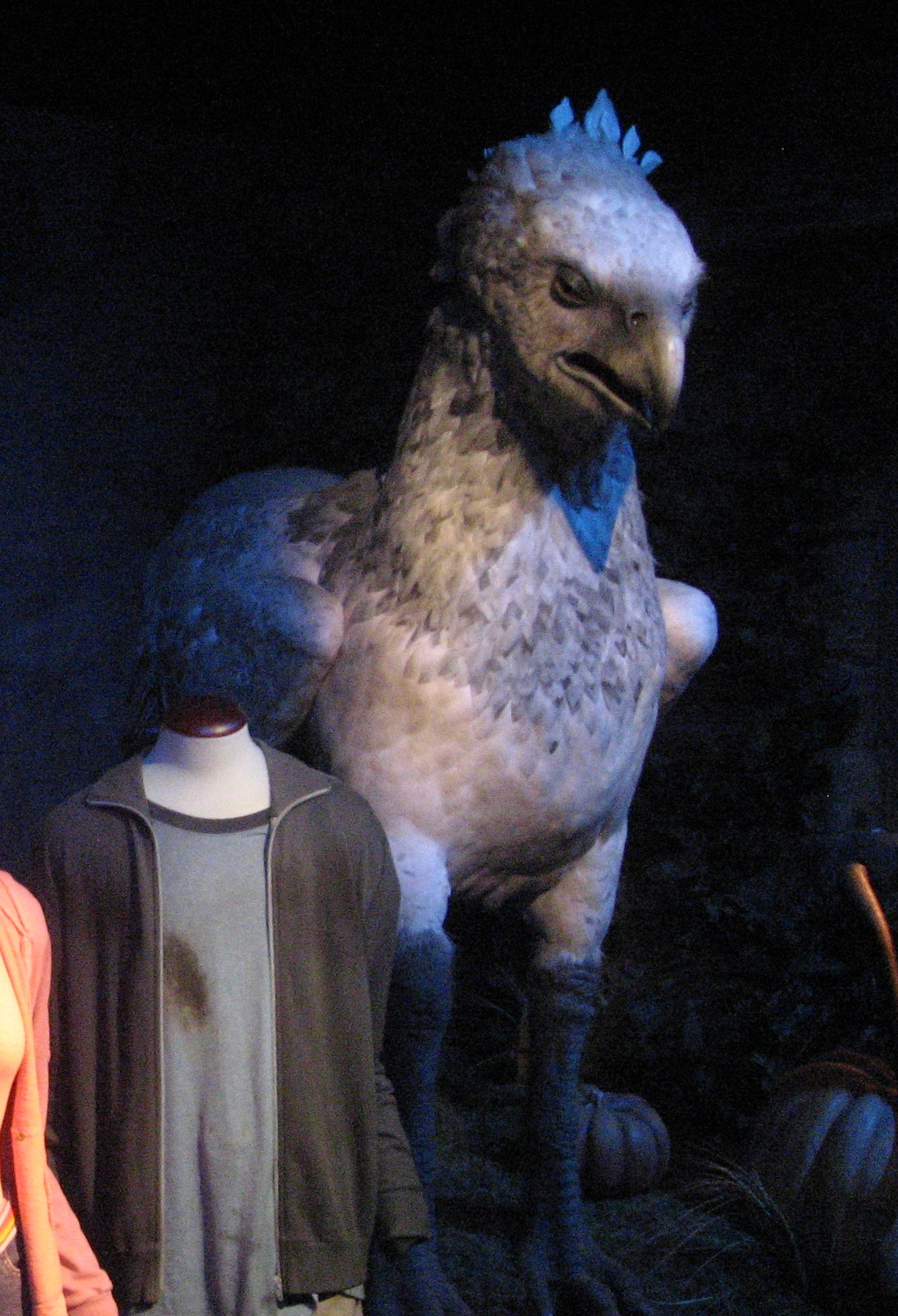

Criatura nadiua d'Europa i estesa arreu del món. El seu cas està format per un cap d'àliga gegant i un cos de cavall. La seva alimentació es basa en insectes, ocells i petits mamífers. El seu hàbitat és sobre terra, on ponen un únic ou, gran i fràgil, que eclosiona a les 24 hores. Els pollets triguen una setmana en volar i mesos en poder fer vols de llarga durada amb els seus pares. Pel que fa a la relació amb els humans, és una criatura domesticable, però només per part d'experts. Per aproximar-se a un hipogrif cal s'ha de mantenir la mirada i fer una reverència per demostrar bones intencions, si la salutació és retornada no hi ha perill per apropar-se a l'animal.
Només se'n coneixen una dotzena que estiguin domesticats, un d'ells, és en Becbrau, qui va ser muntat per en Harry Potter, més tard, per en Harry i l'Hermione, i després, per en Sírius Black. En Draco Malfoy va ser atacat per en Becbrau, després d'anomenar-lo bèstia immunda.

### Impostorus
És una criatura que s'amaga en llocs tancats, i que espanta a la persona que els allibera transformant-se en allò que els fa més por.
En el cas d'en Ron són les aranyes. La manera de vèncer-lo és amb l'encanteri "Ridikulo" que el transforma en una cosa absurda, la qual ens farà riure, manera de destruir-lo. Una manera de desconcertar-lo és anant en grup.

### Ínfers
Són morts reanimats que són fets servir com a titelles per un bruixot malèfic.

### Òlibes

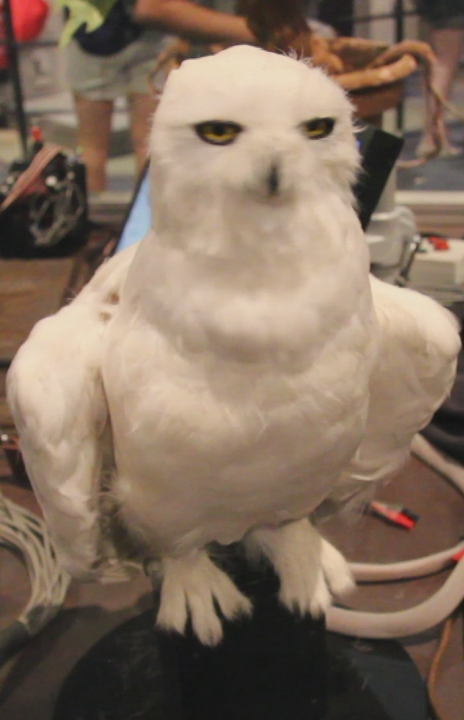

La més coneguda és la Hedwig, l'òliba de Harry Potter.

### Thestrals

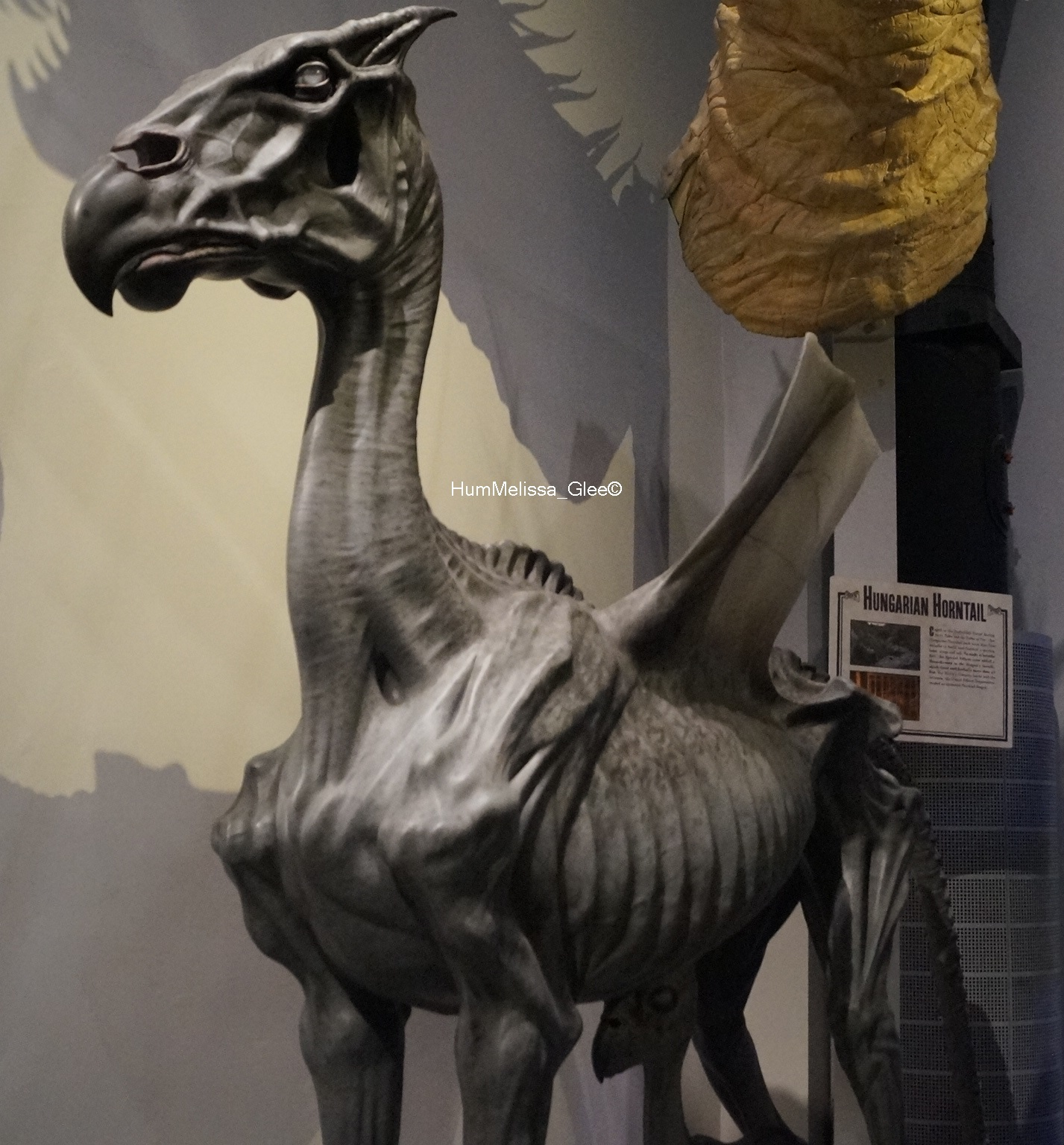

Els thestrals, també anomenats cavalls vesprals, són una mena de cavalls negres, alats. Mengen carn, però tret que siguin molestats, no ataquen els humans.
Només són visibles per a qui ha vist la mort, és a dir, per a qui ha vist morir algú. Sovint han estat relacionats amb la mala sort, però en realitat, són molt manyacs i tenen un gran sentit de l'orientació.
Hi ha thestrals que tiren dels carros de Hogwarts, i per haver vist morir en Cedric al quart llibre, a partir del cinquè, en Harry els veu. També els pot veure la Luna Lovegood, que va veure morir la seva mare als nou anys.

### Unicorns
Tenen la forma de cavalls normals, però tenen una banya al front. Els poltres són daurats, als quatre anys es tornen platejats i als set anys, blancs. Viuen al bosc prohibit de Hogwarts. Al primer llibre es veu una ombra bevent sang d'un unicorn acabat de matar, i l'ombra és en Voldemort. Beure sang d'unicorn allarga la vida, però al matar un animal tan pur com és l'unicorn, estàs condemnat a viure 'una mitja vida', com la defineix en Dumbledore.